# Atletiek op de Olympische Zomerspelen 2016 – 1500 meter vrouwen
De 1500 meter vrouwen op de Olympische Zomerspelen 2016 in Rio de Janeiro vond plaats op 12 augustus (series), 14 augustus (halve finale) en 16 augustus 2016 (finale). Regerend olympisch kampioene was Aslı Çakır Alptekin uit Turkije, maar zij verloor haar titel in 2015 nadat zij een overeenkomst was aangegaan met de IAAF waarbij ze dopinggebruik erkende en akkoord ging met het schrappen van al haar wedstrijdresultaten vanaf 2010. De titel van 2012 is sindsdien vacant.

## Records
Voorafgaand aan het toernooi waren dit het wereldrecord en het olympisch record.
| Wereldrecord     | Qu Yunxia  | 3.50,46 | Peking | 11 september 1993 |
| Olympisch record | Paula Ivan | 3.53,96 | Seoel  | 26 september 1988 |

## Uitslagen
De volgende afkortingen worden gebruikt:
- Q - Gekwalificeerd door eindplaats
- q - Gekwalificeerd door eindtijd
- SB - Beste tijd gelopen in seizoen voor atleet
- DNS - Niet gestart

### Series
De eerste zes loopsters van iedere heat plaatsten zich direct voor de halve finales; daarnaast plaatsten ook de zes tijdsnelsten zich.
Heat 1
| Rang | Naam                    | Land | Tijd    | Opmerking |
| ---- | ----------------------- | ---- | ------- | --------- |
| 1    | Genzebe Dibaba          | ETH  | 4.10,61 | Q         |
| 2    | Ciara Mageean           | IRL  | 4.11,51 | Q         |
| 3    | Brenda Martinez         | USA  | 4.11,74 | Q         |
| 4    | Linden Hall             | AUS  | 4.11,75 | Q         |
| 5    | Angelika Cichocka       | POL  | 4.11,76 | Q         |
| 5    | Konstanze Klosterhalfen | GER  | 4.11,76 | Q         |
| 7    | Hilary Stellingwerff    | CAN  | 4.12,00 |           |
| 8    | Maureen Koster          | NED  | 4.13,15 |           |
| 9    | Siham Hilali            | MAR  | 4.13,46 |           |
| 10   | Amela Terzić            | SRB  | 4.15,17 |           |
| 11   | Nancy Chepkwemoi        | KEN  | 4.15,41 |           |
| 12   | Marta Pen               | POR  | 4.18,53 |           |
| 13   | Saraswati Bhattarai     | NEP  | 4.33,94 | NR        |
| 14   | Celma Bonfim da Graça   | STP  | 4.38,86 |           |

Heat 2
| Rang | Naam                       | Land | Tijd    | Opmerking |
| ---- | -------------------------- | ---- | ------- | --------- |
| 1    | Sifan Hassan               | NED  | 4.06,64 | Q         |
| 2    | Faith Chepngetich Kipyegon | KEN  | 4.06,65 | Q         |
| 3    | Sofia Ennaoui              | POL  | 4.06,90 | Q         |
| 4    | Jennifer Simpson           | USA  | 4.06,99 | Q         |
| 5    | Malika Akkaoui             | MAR  | 4.07,42 | Q, SB     |
| 6    | Besu Sado                  | ETH  | 4.08,11 | Q         |
| 7    | Laura Weightman            | GBR  | 4.08,37 | q         |
| 8    | Jenny Blundell             | AUS  | 4.09,05 | q         |
| 9    | Gabriela Stafford          | CAN  | 4.09,45 |           |
| 10   | Muriel Coneo               | COL  | 4.09,50 |           |
| 11   | Tigist Gashaw              | BRN  | 4.10,96 |           |
| 12   | Florina Pierdevara         | ROU  | 4.11,55 | SB        |
| 13   | Nikki Hamblin              | NZL  | 4.11,88 |           |
| 14   | Anjelina Nadai Lohalith    | ROT  | 4.47,38 |           |

Heat 3
| Rang | Naam                 | Land | Tijd    | Opmerking |
| ---- | -------------------- | ---- | ------- | --------- |
| 1    | Dawit Seyaum         | ETH  | 4.05,33 | Q         |
| 2    | Shannon Rowbury      | USA  | 4.06,47 | Q         |
| 3    | Laura Muir           | GBR  | 4.06,53 | Q         |
| 4    | Rababe Arafi         | MAR  | 4.06,63 | Q         |
| 5    | Meraf Bahta          | SWE  | 4.06,82 | Q         |
| 6    | Zoe Buckman          | AUS  | 4.06,93 | Q         |
| 7    | Nicole Sifuentes     | CAN  | 4.07,43 | q         |
| 8    | Violah Cheptoo Lagat | KEN  | 4.08,09 | q         |
| 9    | Danuta Urbanik       | POL  | 4.08,67 | q         |
| 10   | Diana Sujew          | GER  | 4.09,07 | q         |
| 11   | Margherita Magnani   | ITA  | 4.09,74 |           |
| 12   | Kadra Mohamed Dembil | DJI  | 4.42,67 |           |
| 13   | Nelia Martins        | TLS  | 5.00,53 |           |
|      | Betthem Desalegn     | UAE  | DNS     |           |

### Halve finale
De eerste vijf loopsters van iedere heat plaatsten zich direct voor de finale, evenals de twee tijdsnelsten.
Heat 1
| Rang | Naam                       | Land | Tijd    | Opmerking |
| ---- | -------------------------- | ---- | ------- | --------- |
| 1    | Faith Chepngetich Kipyegon | KEN  | 4.03,95 | Q         |
| 2    | Dawit Seyaum               | ETH  | 4.04,23 | Q         |
| 3    | Shannon Rowbury            | USA  | 4.04,46 | Q, SB     |
| 4    | Besu Sado                  | ETH  | 4.05,19 | Q         |
| 5    | Laura Weightman            | GBR  | 4.05,28 | Q         |
| 6    | Sofia Ennaoui              | POL  | 4.05,29 | q         |
| 7    | Rababe Arafi               | MAR  | 4.05,60 | q         |
| 8    | Linden Hall                | AUS  | 4.05,81 |           |
| 9    | Zoe Buckman                | AUS  | 4.06,95 |           |
| 10   | Konstanze Klosterhalfen    | GER  | 4.07,26 |           |
| 11   | Ciara Mageean              | IRL  | 4.08,07 |           |
| 12   | Brenda Martinez            | USA  | 4.10,41 |           |

Heat 2
| Rang | Naam                 | Land | Tijd    | Opmerking |
| ---- | -------------------- | ---- | ------- | --------- |
| 1    | Genzebe Dibaba       | ETH  | 4.03,06 | Q         |
| 2    | Sifan Hassan         | NED  | 4.03,62 | Q         |
| 3    | Laura Muir           | GBR  | 4.04,16 | Q         |
| 4    | Jennifer Simpson     | USA  | 4.05,07 | Q         |
| 5    | Meraf Bahta          | SWE  | 4.06,41 | Q         |
| 6    | Violah Cheptoo Lagat | KEN  | 4.06,83 |           |
| 7    | Nicole Sifuentes     | CAN  | 4.08,53 |           |
| 8    | Malika Akkaoui       | MAR  | 4.08,55 |           |
| 9    | Diana Sujew          | GER  | 4.10,15 |           |
| 10   | Danuta Urbanik       | POL  | 4.11,34 |           |
| 11   | Jenny Blundell       | AUS  | 4.13,25 |           |
| 12   | Angelika Cichocka    | POL  | 4.17,83 |           |

### Finale
| Rang   | Naam                       | Land | Tijd    | Opmerking |
| ------ | -------------------------- | ---- | ------- | --------- |
| Goud   | Faith Chepngetich Kipyegon | KEN  | 4.08,92 |           |
| Zilver | Genzebe Dibaba             | ETH  | 4.10,27 |           |
| Brons  | Jennifer Simpson           | USA  | 4.10,53 |           |
| 4      | Shannon Rowbury            | USA  | 4.11,05 |           |
| 5      | Sifan Hassan               | NED  | 4.11,23 |           |
| 6      | Meraf Bahta                | SWE  | 4.12,59 |           |
| 7      | Laura Muir                 | GBR  | 4.12,88 |           |
| 8      | Dawit Seyaum               | ETH  | 4.13,14 |           |
| 9      | Besu Sado                  | ETH  | 4.13,58 |           |
| 10     | Sofia Ennaoui              | POL  | 4.14,72 |           |
| 11     | Laura Weightman            | GBR  | 4.14,95 |           |
| 12     | Rababe Arafi               | MAR  | 4.15,16 |           |